# Palaboschetto
Il Palaboschetto di Ferrara, è un palazzetto dello sport della città estense.

## Struttura
Il palazzetto si trova fuori dalla cerchia delle mura in via De Marchi 4.
La struttura, circondata da un'ampia area verde, si presenta semplice ed essenziale, costruita come molte altre del genere. Nella parte anteriore, rivolta a sud, ci sono i locali di servizio e l'ingresso principale. Ha un unico campo da gioco con misure regolamentari di 1080 m² pavimentato con pannelli in legno a listoni. 

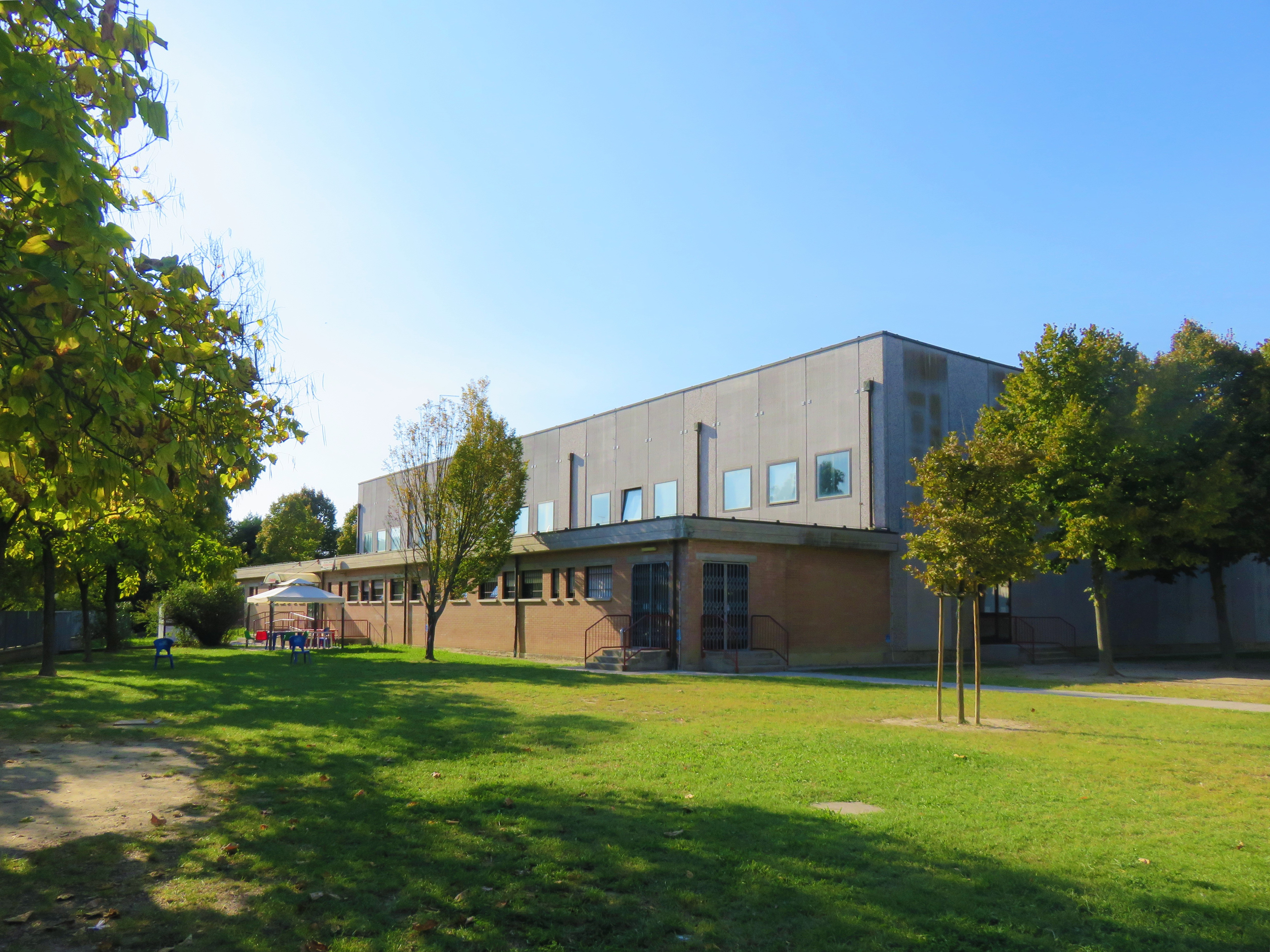
Il Palaboschetto visto da sud-est

È in grado di ospitare circa 600 spettatori che possono utilizzate le tre tribunette, ognuna con sei gradoni, vicine al campo di gioco.
L'impianto possiede due spogliatoi per le squadre, due spogliatoi per gli arbitri ed è inoltre dotato di infermeria, bar e servizi per il pubblico.

## Utilizzo

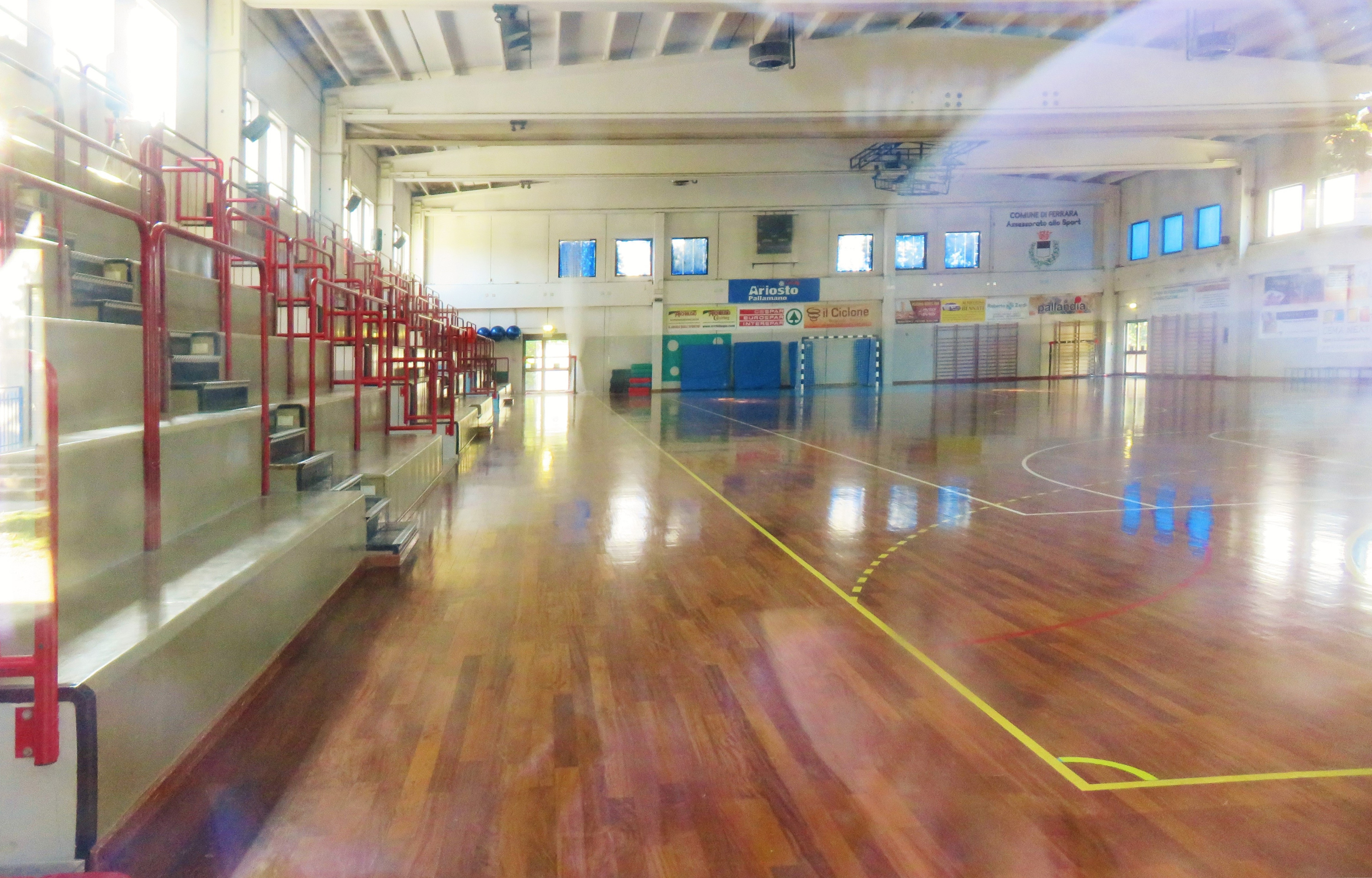
Interno del Palapaboschetto.

Il Palaboschetto è la sede a Ferrara della sezione pallamano del Coni ed ospita le due principali squadre cittadine, il G.S. Ariosto ed il Ferrara United Handball.